# Alexeï Botiane
Alexeï Nikolaïevitch Botiane (en russe : Алексей Николаевич Ботян), né le 10 février 1917 et mort le 13 février 2020 à Moscou, est un espion soviétique, puis russe, qui a opéré pendant la Seconde Guerre mondiale.
Il a reçu le titre de Héros de la fédération de Russie en 2007 pour avoir dirigé une opération de sauvetage de la ville de Cracovie, en Pologne, de la destruction par les Nazis en janvier 1945.
Mort à Moscou, il est inhumé au cimetière Troïekourovskoïe.

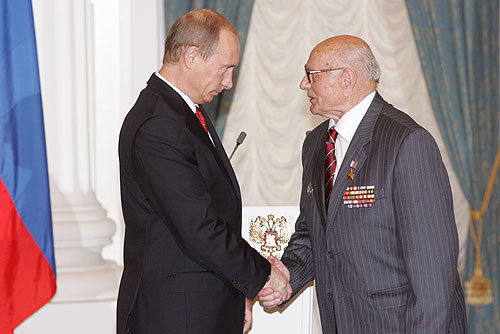
Alexeï Botiane (à droite) avec le président russe Vladimir Poutine lors de la cérémonie de réception du titre de Héros de la fédération de Russie en 2007.